# Ehugbo
Ehugbo às vezes chamada de Afikpo, é a segunda maior área urbana no Ebonyi (estado), Nigéria. Faz parte de Afikpo. É a sede da Afikpo Norte área de governo local.
Situa-se na parte sul do Estado de Ebonyi e é limitada a norte pela cidade de Akpoha, a sul por Unwana, a sudoeste por Edda in Afikpo Sul LGA, a leste pelo rio Cross e a oeste por Amasiri na Afikpo Norte LGA. Afikpo abrange uma área de aproximadamente 164 quilômetros quadrados.  Está localizada em 6 graus de latitude norte e 8 graus de longitude leste. Ocupa uma área de cerca de 64 milhas quadradas (164 km2). Afikpo é uma área montanhosa apesar de ocupar uma região de baixa altitude, que se eleva 350 pés acima do nível do mar. É uma área de transição entre pastagem aberta e floresta tropical e tem uma precipitação média anual de setenta e sete polegadas (198 cm.)
A população de Afikpo é estimada em 156.611, segundo o Censo da Nigéria de 2006.
Centro tradicional Ibo
Afikpo é um centro da antiga tradição ibo. Máscaras cerimoniais (agora antigas) foram cuidadosamente preservadas pelo conselho de turismo do estado. Afikpo é uma antiga cidade-estado. Diversas descobertas arqueológicas apóiam a afirmação de que a civilização de Afikpo existiu desde a era neolítica.
Há um rito de passagem para cada criança do sexo masculino de Afikpo. Isso implica iniciação no culto de Ogo. Está envolta em segredo e mistério, pois as mulheres não são colocadas no funcionamento do culto. Isso confere a idade adulta ao filho do sexo masculino.

## Estabelecimentos de ensino e medicinais
Mater Misericordia Specialist Hospital, Afikpo. A Escola de Enfermagem e Obstetrícia do Hospital Mater Misericordia foi uma das primeiras e provavelmente continua a ser a melhor escola de enfermagem estabelecida na Nigéria pelas missionárias irlandesas e Dr. Akanu Ibiam.

## Clima
Classificação climática de Köppen-Geiger classifica seu clima como tropical úmido e seco (Aw).
| Dados climáticos para Afikpo            | Dados climáticos para Afikpo | Dados climáticos para Afikpo | Dados climáticos para Afikpo | Dados climáticos para Afikpo | Dados climáticos para Afikpo | Dados climáticos para Afikpo | Dados climáticos para Afikpo | Dados climáticos para Afikpo | Dados climáticos para Afikpo | Dados climáticos para Afikpo | Dados climáticos para Afikpo | Dados climáticos para Afikpo | Dados climáticos para Afikpo |
| Mês                                     | Jan                          | Fev                          | Mar                          | Abr                          | Mai                          | Jun                          | Jul                          | Ago                          | Set                          | Out                          | Nov                          | Dez                          | Ano                          |
| --------------------------------------- | ---------------------------- | ---------------------------- | ---------------------------- | ---------------------------- | ---------------------------- | ---------------------------- | ---------------------------- | ---------------------------- | ---------------------------- | ---------------------------- | ---------------------------- | ---------------------------- | ---------------------------- |
| Média alta °C (°F)                      | 32.6 (90.7)                  | 33.8 (92.8)                  | 33.8 (92.8)                  | 33.4 (92.1)                  | 32 (90)                      | 30.8 (87.4)                  | 29.3 (84.7)                  | 28.6 (83.5)                  | 29.9 (85.8)                  | 30.8 (87.4)                  | 32.1 (89.8)                  | 32.6 (90.7)                  | 31.64 (88.97)                |
| Média diária °C (°F)                    | 27.5 (81.5)                  | 28.5 (83.3)                  | 29 (84)                      | 28.7 (83.7)                  | 27.6 (81.7)                  | 26.7 (80.1)                  | 25.4 (77.7)                  | 25.6 (78.1)                  | 26 (79)                      | 26.6 (79.9)                  | 27.4 (81.3)                  | 27.4 (81.3)                  | 27.2 (80.97)                 |
| Média baixa °C (°F)                     | 22.5 (72.5)                  | 23.2 (73.8)                  | 24.2 (75.6)                  | 24 (75)                      | 23.3 (73.9)                  | 22.6 (72.7)                  | 22.2 (72)                    | 22.7 (72.9)                  | 22.2 (72)                    | 22.4 (72.3)                  | 22.8 (73)                    | 22.3 (72.1)                  | 22.87 (73.15)                |
| Média precipitação mm (pol.)            | 19 (0.75)                    | 34 (1.34)                    | 84 (3.31)                    | 159 (6.26)                   | 247 (9.72)                   | 261 (10.28)                  | 303 (11.93)                  | 270 (10.63)                  | 309 (12.17)                  | 269 (10.59)                  | 57 (2.24)                    | 10 (0.39)                    | 2 022 (79,61)                |
| Fonte: Climate-Data.org (altitude: 62m) |                              |                              |                              |                              |                              |                              |                              |                              |                              |                              |                              |                              |                              |